# Парамаунт Глобал
„Paramount Global“ е американски мултинационален конгломерат от средствата за масова информация, основан на 4 декември 2019 г. Той е създаден чрез сливането на CBS Corporation и Viacom. Седалището на компанията е в Ню Йорк.